# Diaporthe pimeleae
Diaporthe pimeleae är en svampart som beskrevs av Petr. 1955. Diaporthe pimeleae ingår i släktet Diaporthe och familjen Diaporthaceae.   Inga underarter finns listade i Catalogue of Life.